# Palazzo Memmo Martinengo Mandelli

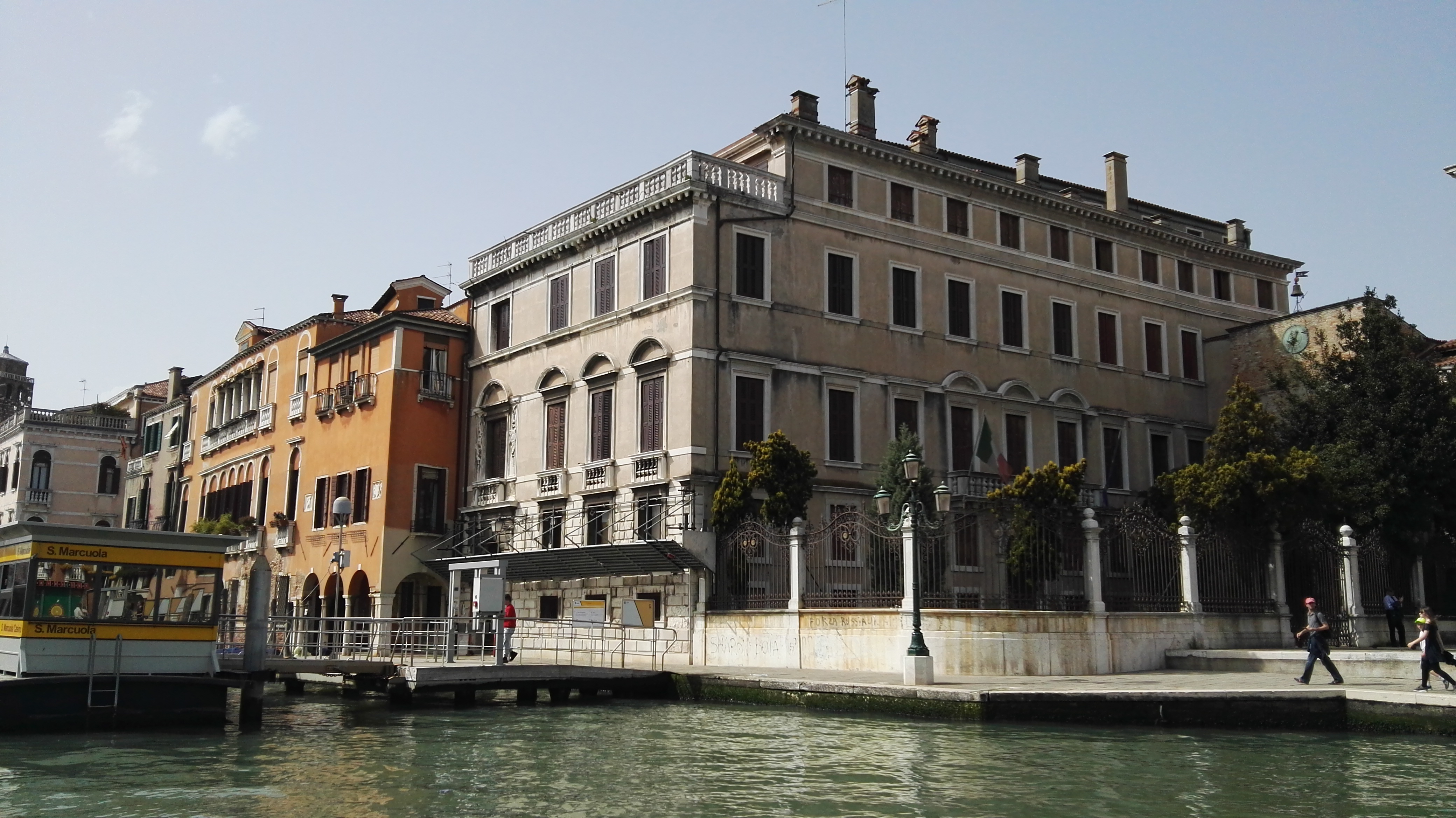
Palazzo Memmo Martinengo Mandelli

Palazzo Memmo Martinengo Mandelli ist ein Palast in Venedig in der italienischen Region Venetien. Er liegt im Sestiere Cannaregio mit Blick auf den Canal Grande zwischen dem Palazzo Gritti Dandolo und der Kirche San Marcuola.

## Geschichte

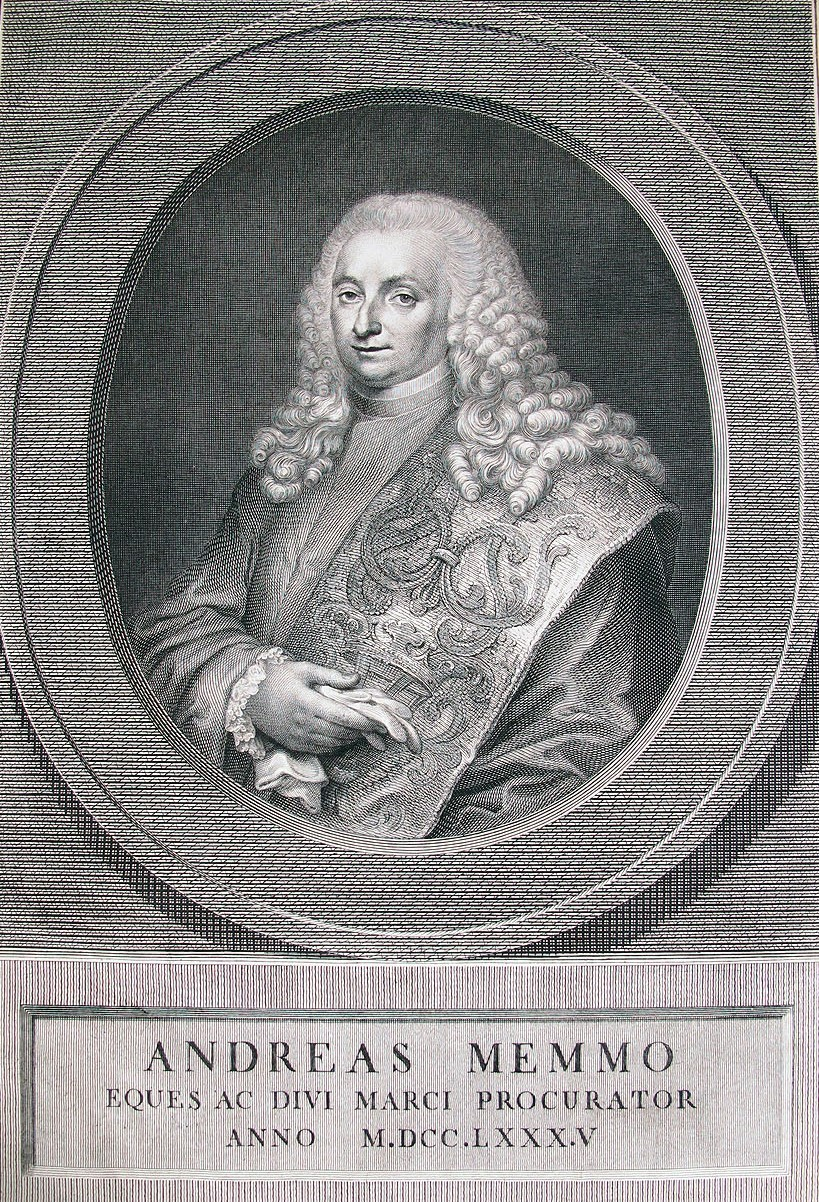
Angelika Kauffmann: Porträt des Andrea Memmo, des späteren Prokuratoren von San Marco, Radierung, 44,3 mal 30,0 cm, 1785; Civico museo di storia ed arte, Triest

Der Palast wurde im 18. Jahrhundert erbaut und im 19. Jahrhundert umgebaut. Dort wohnte Andrea Memmo, der 1775 zum Prokurator gewählt wurde, aber vor allen Dingen für seine Freundschaft mit Giacomo Casanova bekannt ist. Heute sind dort Abteilungen des Finanzamtes untergebracht: Die Ufficio Distretturale delle Imposte dirette (Distriktamt für direkte Steuern), die Direzione Regionale delle Entrate (Regionaldirektion für Erträge) und der Corte dei Conti (Rechnungshof).

## Beschreibung
An der Fassade sind in jedem der drei Geschosse die wichtigsten Öffnungen (größere Fenster oder Tore) nach links versetzt. Die einzelnen Geschosse sind durch Rahmen und Bänder in istrischem Kalkstein unterteilt, die Fenster, Fensterbänke und Architraven verbinden. Das Erdgeschoss ist mit Bossenwerk versehen. Der Palast erstreckt sich auch in die Tiefe und hat einen zentralen Innenhof und einen Garten.